# Edward L. G. Bowell
Pour les articles homonymes, voir Bowell.
Edward L. G. Bowell (ou Ted Bowell) (né le 26 novembre 1943 à Londres et mort le 21 août 2023) est un astronome américain, astronome émérite à l'observatoire Lowell.
Il était le responsable principal du projet Lowell Observatory Near-Earth-Object Search (LONEOS) qui s'est achevé début 2008.
Il a découvert un grand nombre d'astéroïdes, dont une partie dans le cadre de LONEOS et l'autre personnellement (571, dont 8 avec un co-découvreur, entre 1977 et 1994) avant le démarrage de LONEOS. Parmi les derniers, figurent les astéroïdes troyens (2357) Phéréclos, (2759) Idoménée, (2797) Teucer, (2920) Automédon, (3564) Talthybios, (4057) Démophon et (4489) Dracius.
Il a aussi codécouvert la comète périodique 140P/Bowell-Skiff et la comète non périodique C/1980 E1.
L'astéroïde (2246) Bowell a été nommé en son honneur.

## Astéroïdes découverts
| (2246) Bowell          | 14 décembre 1979  |
| (2264) Sabrina         | 16 décembre 1979  |
| (2270) Yazhi           | 14 mars 1980      |
| (2316) Jo-Ann          | 2 septembre 1980  |
| (2356) Hirons          | 17 octobre 1979   |
| (2357) Phéréclos       | 1er janvier 1981  |
| (2383) Bradley         | 5 avril 1981      |
| (2409) Chapman         | 17 octobre 1979   |
| (2410) Morrison        | 3 janvier 1981    |
| (2411) Zellner         | 3 mai 1981        |
| (2421) Nininger        | 17 octobre 1979   |
| (2432) Soomana         | 30 mars 1981      |
| (2433) Sootiyo         | 5 avril 1981      |
| (2451) Dollfus         | 2 septembre 1980  |
| (2452) Lyot            | 30 mars 1981      |
| (2494) Inge            | 4 juin 1981       |
| (2531) Cambridge       | 11 juin 1980      |
| (2542) Calpurnia       | 11 février 1980   |
| (2554) Skiff           | 17 juillet 1980   |
| (2555) Thomas          | 17 juillet 1980   |
| (2569) Madeline        | 18 juin 1980      |
| (2570) Porphyro        | 6 août 1980       |
| (2587) Gardner         | 17 juillet 1980   |
| (2597) Arthur          | 8 août 1980       |
| (2598) Merlin          | 7 septembre 1980  |
| (2600) Lumme           | 9 novembre 1980   |
| (2602) Moore           | 24 janvier 1982   |
| (2603) Taylor          | 30 janvier 1982   |
| (2633) Bishop          | 24 novembre 1981  |
| (2634) James Bradley   | 21 février 1982   |
| (2635) Huggins         | 21 février 1982   |
| (2636) Lassell         | 20 février 1982   |
| (2648) Owa             | 8 novembre 1980   |
| (2649) Oongaq          | 29 novembre 1980  |
| (2659) Millis          | 5 mai 1981        |
| (2660) Wasserman       | 21 mars 1982      |
| (2685) Masursky        | 3 mai 1981        |
| (2688) Halley          | 25 avril 1982     |
| (2695) Christabel      | 17 octobre 1979   |
| (2708) Burns           | 24 novembre 1981  |
| (2709) Sagan           | 21 mars 1982      |
| (2710) Veverka         | 23 mars 1982      |
| (2730) Barks           | 30 août 1981      |
| (2736) Ops             | 23 juillet 1979   |
| (2759) Idoménée        | 14 avril 1980     |
| (2761) Eddington       | 1er janvier 1981  |
| (2762) Fowler          | 14 janvier 1981   |
| (2763) Jeans           | 24 juillet 1982   |
| (2772) Dugan           | 14 décembre 1979  |
| (2796) Kron            | 13 mars 1980      |
| (2797) Teucer          | 4 juin 1981       |
| (2812) Scaltriti       | 30 mars 1981      |
| (2813) Zappalà         | 24 novembre 1981  |
| (2815) Soma            | 15 septembre 1982 |
| (2816) Pien            | 22 septembre 1982 |
| (2817) Perec           | 17 octobre 1982   |
| (2822) Sacajawea       | 14 mars 1980      |
| (2830) Greenwich       | 14 avril 1980     |
| (2844) Hess            | 3 mai 1981        |
| (2845) Franklinken     | 26 juillet 1981   |
| (2863) Ben Mayer       | 30 août 1981      |
| (2870) Haupt           | 4 juin 1981       |
| (2871) Schober         | 30 août 1981      |
| (2873) Binzel          | 28 mars 1982      |
| (2874) Jim Young       | 13 octobre 1982   |
| (2875) Lagerkvist      | 11 février 1983   |
| (2878) Panacea         | 7 septembre 1980  |
| (2882) Tedesco         | 26 juillet 1981   |
| (2888) Hodgson         | 13 octobre 1982   |
| (2904) Millman         | 20 décembre 1981  |
| (2905) Plaskett        | 24 janvier 1982   |
| (2917) Sawyer Hogg     | 2 septembre 1980  |
| (2920) Automédon       | 3 mai 1981        |
| (2929) Harris          | 24 janvier 1982   |
| (2937) Gibbs           | 14 juin 1980      |
| (2938) Hopi            | 14 juin 1980      |
| (2939) Coconino        | 21 février 1982   |
| (2954) Delsemme        | 30 janvier 1982   |
| (2955) Newburn         | 30 janvier 1982   |
| (2956) Yeomans         | 28 avril 1982     |
| (2959) Scholl          | 4 septembre 1983  |
| (2984) Chaucer         | 30 décembre 1981  |
| (2985) Shakespeare     | 12 octobre 1983   |
| (3001) Michelangelo    | 24 janvier 1982   |
| (3007) Reaves          | 17 octobre 1979   |
| (3015) Candy           | 9 novembre 1980   |
| (3018) Godiva          | 21 mai 1982       |
| (3023) Heard           | 5 mai 1981        |
| (3031) Houston         | 8 février 1984    |
| (3032) Evans           | 8 février 1984    |
| (3041) Webb            | 15 avril 1980     |
| (3057) Mälaren         | 9 mars 1981       |
| (3061) Cook            | 21 octobre 1982   |
| (3062) Wren            | 14 décembre 1982  |
| (3064) Zimmer          | 28 janvier 1984   |
| (3065) Sarahill        | 8 février 1984    |
| (3066) McFadden        | 1er mars 1984     |
| (3077) Henderson       | 22 septembre 1982 |
| (3078) Horrocks        | 31 mars 1984      |
| (3086) Kalbaugh        | 4 décembre 1980   |
| (3104) Dürer           | 24 janvier 1982   |
| (3106) Morabito        | 9 mars 1981       |
| (3115) Baily           | 3 août 1981       |
| (3116) Goodricke       | 11 février 1983   |
| (3123) Dunham          | 30 août 1981      |
| (3125) Hay             | 24 janvier 1982   |
| (3131) Mason-Dixon     | 24 janvier 1982   |
| (3160) Angerhofer      | 14 juin 1980      |
| (3162) Nostalgie       | 16 décembre 1980  |
| (3169) Ostro           | 4 juin 1981       |
| (3172) Hirst           | 24 novembre 1981  |
| (3173) McNaught        | 24 novembre 1981  |
| (3174) Alcock          | 26 octobre 1984   |
| (3192) A'Hearn         | 30 janvier 1982   |
| (3193) Elliot          | 20 février 1982   |
| (3197) Weissman        | 1er janvier 1981  |
| (3208) Lunn            | 3 mai 1981        |
| (3209) Buchwald        | 24 janvier 1982   |
| (3210) Lupishko        | 29 novembre 1983  |
| (3216) Harrington      | 4 septembre 1980  |
| (3217) Seidelmann      | 2 septembre 1980  |
| (3222) Liller          | 10 juillet 1983   |
| (3236) Strand          | 24 janvier 1982   |
| (3247) Di Martino      | 30 décembre 1981  |
| (3248) Farinella       | 21 mars 1982      |
| (3253) Gradie          | 28 avril 1982     |
| (3254) Bus             | 17 octobre 1982   |
| (3255) Tholen          | 2 septembre 1980  |
| (3267) Glo             | 3 janvier 1981    |
| (3275) Oberndorfer     | 25 avril 1982     |
| (3277) Aaronson        | 8 janvier 1984    |
| (3314) Beals           | 30 mars 1981      |
| (3315) Chant           | 8 février 1984    |
| (3316) Herzberg        | 6 février 1984    |
| (3327) Campins         | 14 août 1985      |
| (3341) Hartmann        | 17 juillet 1980   |
| (3350) Scobee          | 8 août 1980       |
| (3351) Smith           | 7 septembre 1980  |
| (3353) Jarvis          | 20 décembre 1981  |
| (3354) McNair          | 8 février 1984    |
| (3355) Onizuka         | 8 février 1984    |
| (3356) Resnik          | 6 mars 1984       |
| (3368) Duncombe        | 22 août 1985      |
| (3387) Greenberg       | 20 novembre 1981  |
| (3402) Wisdom          | 5 août 1981       |
| (3414) Champollion     | 19 février 1983   |
| (3420) Standish        | 1er mars 1984     |
| (3439) Lebofsky        | 4 septembre 1983  |
| (3452) Hawke           | 17 juillet 1980   |
| (3454) Lieske          | 24 novembre 1981  |
| (3455) Kristensen      | 20 août 1985      |
| (3464) Owensby         | 16 janvier 1983   |
| (3478) Fanale          | 14 décembre 1979  |
| (3480) Abante          | 1er avril 1981    |
| (3485) Barucci         | 11 juillet 1983   |
| (3486) Fulchignoni     | 5 février 1984    |
| (3488) Brahic          | 8 août 1980       |
| (3506) French          | 6 février 1984    |
| (3507) Vilas           | 21 octobre 1982   |
| (3510) Veeder          | 13 octobre 1982   |
| (3526) Jeffbell        | 5 février 1984    |
| (3527) McCord          | 15 avril 1985     |
| (3531) Cruikshank      | 30 mars 1981      |
| (3537) Jürgen          | 15 novembre 1982  |
| (3545) Gaffey          | 20 novembre 1981  |
| (3549) Hapke           | 30 décembre 1981  |
| (3559) Violaumayer     | 8 août 1980       |
| (3564) Talthybios      | 15 octobre 1985   |
| (3574) Rudaux          | 13 octobre 1982   |
| (3590) Holst           | 5 février 1984    |
| (3594) Scotti          | 11 février 1983   |
| (3595) Gallagher       | 15 octobre 1985   |
| (3612) Peale           | 13 octobre 1982   |
| (3615) Safronov        | 29 novembre 1983  |
| (3638) Davis           | 20 novembre 1984  |
| (3639) Weidenschilling | 15 octobre 1985   |
| (3647) Dermott         | 11 janvier 1986   |
| (3658) Feldman         | 13 octobre 1982   |
| (3663) Tisserand       | 15 avril 1985     |
| (3667) Anne-Marie      | 9 mars 1981       |
| (3670) Northcott       | 22 janvier 1983   |
| (3672) Stevedberg      | 22 août 1985      |
| (3673) Levy            | 22 août 1985      |
| (3676) Hahn            | 3 avril 1984      |
| (3677) Magnusson       | 31 août 1984      |
| (3688) Navajo          | 30 mars 1981      |
| (3690) Larson          | 3 août 1981       |
| (3692) Rickman         | 25 avril 1982     |
| (3693) Barringer       | 15 septembre 1982 |
| (3696) Herald          | 17 juillet 1980   |
| (3697) Guyhurst        | 6 mars 1984       |
| (3698) Manning         | 29 octobre 1984   |
| (3699) Milbourn        | 29 octobre 1984   |
| (3713) Pieters         | 22 mars 1985      |
| (3714) Kenrussell      | 12 octobre 1983   |

| (3721) Widorn          | 13 octobre 1982   |
| (3726) Johnadams       | 4 juin 1981       |
| (3736) Rokoske         | 26 septembre 1987 |
| (3748) Tatum           | 3 mai 1981        |
| (3749) Balam           | 24 janvier 1982   |
| (3751) Kiang           | 10 juillet 1983   |
| (3758) Karttunen       | 28 novembre 1983  |
| (3759) Piironen        | 8 janvier 1984    |
| (3760) Poutanen        | 8 janvier 1984    |
| (3766) Junepatterson   | 16 janvier 1983   |
| (3780) Maury           | 14 septembre 1985 |
| (3783) Morris          | 7 octobre 1986    |
| (3831) Pettengill      | 7 octobre 1986    |
| (3832) Shapiro         | 30 août 1981      |
| (3842) Harlansmith     | 21 mars 1985      |
| (3849) Incidentia      | 31 mars 1984      |
| (3850) Peltier         | 7 octobre 1986    |
| (3853) Haas            | 24 novembre 1981  |
| (3857) Cellino         | 8 février 1984    |
| (3859) Börngen         | 4 mars 1987       |
| (3869) Norton          | 3 mai 1981        |
| (3874) Stuart          | 4 octobre 1986    |
| (3900) Knezevic        | 14 septembre 1985 |
| (3924) Birch[1]        | 11 février 1977   |
| (3931) Batten          | 1er mars 1984     |
| (3944) Halliday        | 24 novembre 1981  |
| (3947) Swedenborg      | 1er décembre 1983 |
| (3953) Perth           | 6 novembre 1986   |
| (3974) Verveer         | 28 mars 1982      |
| (3987) Wujek           | 5 mars 1986       |
| (3991) Basilevsky      | 26 septembre 1987 |
| (4021) Dancey          | 30 août 1981      |
| (4024) Ronan           | 24 novembre 1981  |
| (4025) Ridley          | 24 novembre 1981  |
| (4026) Beet            | 30 janvier 1982   |
| (4027) Mitton          | 21 février 1982   |
| (4040) Purcell         | 21 septembre 1987 |
| (4056) Timwarner       | 22 mars 1985      |
| (4057) Démophon        | 15 octobre 1985   |
| (4058) Cecilgreen      | 4 mai 1986        |
| (4079) Britten         | 15 février 1983   |
| (4081) Tippett         | 14 septembre 1983 |
| (4084) Hollis          | 14 avril 1985     |
| (4087) Part            | 5 mars 1986       |
| (4091) Lowe            | 7 octobre 1986    |
| (4110) Keats           | 13 février 1977   |
| (4113) Rascana         | 18 janvier 1982   |
| (4119) Miles           | 16 janvier 1983   |
| (4148) McCartney       | 11 juillet 1983   |
| (4152) Weber           | 15 mai 1985       |
| (4175) Billbaum        | 15 avril 1985     |
| (4177) Kohman          | 21 septembre 1987 |
| (4194) Sweitzer        | 15 septembre 1982 |
| (4205) David Hughes    | 18 décembre 1985  |
| (4207) Chernova        | 5 septembre 1986  |
| (4208) Kiselev         | 6 septembre 1986  |
| (4239) Goodman         | 17 juillet 1980   |
| (4247) Grahamsmith     | 28 novembre 1983  |
| (4276) Clifford        | 2 décembre 1981   |
| (4278) Harvey          | 22 septembre 1982 |
| (4281) Pounds          | 15 octobre 1985   |
| (4325) Guest           | 18 avril 1982     |
| (4326) McNally         | 28 avril 1982     |
| (4333) Sinton          | 4 septembre 1983  |
| (4337) Arecibo         | 14 avril 1985     |
| (4338) Velez           | 14 août 1985      |
| (4370) Dickens         | 22 septembre 1982 |
| (4373) Crespo          | 14 août 1985      |
| (4396) Gressmann       | 3 mai 1981        |
| (4433) Goldstone       | 30 août 1981      |
| (4438) Sykes           | 29 novembre 1983  |
| (4446) Carolyn         | 15 octobre 1985   |
| (4447) Kirov           | 7 novembre 1985   |
| (4476) Bernstein       | 19 février 1983   |
| (4481) Herbelin        | 14 septembre 1985 |
| (4489) Dracius         | 15 janvier 1988   |
| (4522) Britastra       | 22 janvier 1980   |
| (4527) Schoenberg      | 24 juillet 1982   |
| (4528) Berg            | 13 août 1983      |
| (4529) Webern          | 1er mars 1984     |
| (4530) Smoluchowski    | 1er mars 1984     |
| (4532) Copland         | 15 avril 1985     |
| (4551) Cochran         | 28 juin 1979      |
| (4553) Doncampbell     | 15 septembre 1982 |
| (4563) Kahnia          | 17 juillet 1980   |
| (4570) Runcorn         | 14 août 1985      |
| (4598) Coradini        | 15 août 1985      |
| (4664) Hanner          | 14 août 1985      |
| (4665) Muinonen        | 15 octobre 1985   |
| (4689) Donn            | 30 décembre 1980  |
| (4693) Drummond        | 28 novembre 1983  |
| (4694) Festou          | 14 août 1985      |
| (4696) Arpigny         | 15 octobre 1985   |
| (4700) Carusi          | 6 novembre 1986   |
| (4701) Milani          | 6 novembre 1986   |
| (4732) Froeschlé       | 3 mai 1981        |
| (4735) Gary            | 9 janvier 1983    |
| (4739) Tomahrens       | 15 octobre 1985   |
| (4763) Ride            | 22 janvier 1983   |
| (4764) Joneberhart     | 11 février 1983   |
| (4779) Whitley[2]      | 6 décembre 1978   |
| (4788) Simpson         | 4 octobre 1986    |
| (4816) Connelly        | 3 août 1981       |
| (4818) Elgar           | 1er mars 1984     |
| (4822) Karge           | 4 octobre 1986    |
| (4859) Fraknoi         | 7 octobre 1986    |
| (4860) Gubbio          | 3 mars 1987       |
| (4934) Rhôneranger     | 15 mai 1985       |
| (5001) EMP             | 19 septembre 1987 |
| (5048) Moriarty        | 1er avril 1981    |
| (5049) Sherlock        | 2 novembre 1981   |
| (5050) Doctorwatson    | 14 septembre 1983 |
| (5053) Chladni         | 22 mars 1985      |
| (5054) Keil            | 12 janvier 1986   |
| (5092) Manara          | 21 mars 1982      |
| (5095) Escalante       | 10 juillet 1983   |
| (5097) Axford          | 12 octobre 1983   |
| (5100) Pasachoff       | 15 avril 1985     |
| (5105) Westerhout      | 4 octobre 1986    |
| (5110) Belgirate       | 19 septembre 1987 |
| (5111) Jacliff         | 29 septembre 1987 |
| (5162) Piemonte        | 18 janvier 1982   |
| (5166) Olson           | 22 mars 1985      |
| (5169) Duffell         | 6 septembre 1986  |
| (5170) Sissons         | 3 mars 1987       |
| (5200) Pamal           | 11 février 1983   |
| (5201) Ferraz-Mello    | 1er décembre 1983 |
| (5225) Loral           | 12 octobre 1983   |
| (5226) Pollack         | 28 novembre 1983  |
| (5246) Migliorini      | 26 juillet 1979   |
| (5272) Dickinson       | 30 août 1981      |
| (5274) Degewij         | 14 septembre 1985 |
| (5307) Paul-André      | 30 décembre 1980  |
| (5367) Sollenberger    | 13 octobre 1982   |
| (5393) Goldstein       | 5 mars 1986       |
| (5394) Jurgens         | 6 mars 1986       |
| (5424) Covington       | 12 octobre 1983   |
| (5463) Danwelcher      | 15 octobre 1985   |
| (5464) Weller          | 7 novembre 1985   |
| (5500) Twilley         | 24 novembre 1981  |
| (5502) Brashear        | 1er mars 1984     |
| (5504) Lanzerotti      | 22 mars 1985      |
| (5553) Chodas          | 6 février 1984    |
| (5554) Keesey          | 15 octobre 1985   |
| (5555) Wimberly        | 5 novembre 1986   |
| (5636) Jacobson        | 22 août 1985      |
| (5672) Libby           | 6 mars 1986       |
| (5673) McAllister      | 6 septembre 1986  |
| (5674) Wolff           | 6 septembre 1986  |
| (5677) Aberdonia       | 21 septembre 1987 |
| (5715) Kramer          | 22 septembre 1982 |
| (5716) Pickard         | 17 octobre 1982   |
| (5723) Hudson          | 6 septembre 1986  |
| (5767) Moldun          | 6 septembre 1986  |
| (5768) Pittich         | 4 octobre 1986    |
| (5771) Somerville      | 21 septembre 1987 |
| (5805) Glasgow         | 18 décembre 1985  |
| (5806) Archieroy       | 11 janvier 1986   |
| (5861) Glynjones       | 15 septembre 1982 |
| (5943) Lovi            | 1er mars 1984     |
| (5948) Longo           | 15 mai 1985       |
| (5951) Alicemonet      | 7 octobre 1986    |
| (5952) Davemonet       | 4 mars 1987       |
| (5995) Saint-Aignan    | 20 février 1982   |
| (5996) Julioangel      | 11 juillet 1983   |
| (6066) Hendricks       | 26 septembre 1987 |
| (6116) Still           | 26 octobre 1984   |
| (6122) Henrard         | 21 septembre 1987 |
| (6151) Viget           | 19 novembre 1987  |
| (6170) Levasseur       | 5 avril 1981      |
| (6182) Katygord        | 21 septembre 1987 |
| (6205) Menottigalli    | 17 juillet 1983   |
| (6206) Corradolamberti | 15 octobre 1985   |
| (6280) Sicardy         | 2 septembre 1980  |
| (6287) Lenham          | 8 janvier 1984    |
| (6291) Renzetti        | 15 octobre 1985   |
| (6363) Doggett         | 6 février 1981    |
| (6371) Heinlein        | 15 avril 1985     |
| (6373) Stern           | 5 mars 1986       |
| (6434) Jewitt          | 26 juillet 1981   |
| (6472) Rosema          | 15 octobre 1985   |
| (6473) Winkler         | 9 avril 1986      |
| (6474) Choate          | 21 septembre 1987 |
| (6512) de Bergh        | 21 septembre 1987 |
| (6582) Flagsymphony    | 5 novembre 1981   |
| (6584) Ludekpesek      | 31 mars 1984      |
| (6590) Barolo          | 15 octobre 1985   |
| (6628) Dondelia        | 24 novembre 1981  |
| (6629) Kurtz           | 17 octobre 1982   |
| (6630) Skepticus       | 15 novembre 1982  |
| (6632) Scoon           | 29 octobre 1984   |
| (6698) Malhotra        | 21 septembre 1987 |
| (6770) Fugate          | 22 août 1985      |
| (6952) Niccolò         | 4 mai 1986        |
| (7011) Worley          | 21 septembre 1987 |
| (7077) Shermanschultz  | 15 novembre 1982  |

| (7116) Mentall                                     | 2 décembre 1986    |
| (7162) Sidwell                                     | 15 novembre 1982   |
| (7164) Babadzhanov                                 | 6 mars 1984        |
| (7165) Pendleton                                   | 14 septembre 1985  |
| (7166) Kennedy                                     | 15 octobre 1985    |
| (7169) Linda                                       | 4 octobre 1986     |
| (7220) Philnicholson                               | 30 août 1981       |
| (7225) Huntress                                    | 22 janvier 1983    |
| (7228) MacGillivray                                | 15 avril 1985      |
| (7230) Lutz                                        | 12 septembre 1985  |
| (7231) Porco                                       | 15 octobre 1985    |
| (7270) Punkin                                      | 7 juillet 1978     |
| (7277) Klass                                       | 4 septembre 1983   |
| (7279) Hagfors                                     | 7 novembre 1985    |
| (7327) Crawford                                    | 6 septembre 1983   |
| (7329) Bettadotto                                  | 14 avril 1985      |
| (7330) Annelemaître                                | 15 octobre 1985    |
| (7331) Balindblad                                  | 15 octobre 1985    |
| (7333) Bec-Borsenberger                            | 29 septembre 1987  |
| (7387) Malbil                                      | 30 janvier 1982    |
| (7389) Michelcombes                                | 17 octobre 1982    |
| (7392) Kowalski                                    | 6 mars 1984        |
| (7456) Doressoundiram                              | 17 juillet 1982    |
| (7462) Grenoble                                    | 20 novembre 1984   |
| (7512) Monicalazzarin                              | 15 février 1983    |
| (7553) Buie                                        | 30 mars 1981       |
| (7554) Johnspencer                                 | 5 avril 1981       |
| (7561) Patrickmichel                               | 7 octobre 1986     |
| (7631) Vokrouhlický                                | 20 novembre 1981   |
| (7636) Comba                                       | 5 février 1984     |
| (7638) Gladman                                     | 26 octobre 1984    |
| (7640) Marzari                                     | 14 août 1985       |
| (7728) Giblin                                      | 12 janvier 1977    |
| (7737) Sirrah                                      | 5 novembre 1981    |
| (7740) Petit                                       | 6 septembre 1983   |
| (7747) Michalowski                                 | 19 septembre 1987  |
| (7789) Kwiatkowski                                 | 2 décembre 1994    |
| (7812) Billward                                    | 26 octobre 1984    |
| (7860) Zahnle                                      | 6 août 1980        |
| (7866) Sicoli                                      | 13 octobre 1982    |
| (7868) Barker                                      | 26 octobre 1984    |
| (7911) Carlpilcher                                 | 8 septembre 1977   |
| (7921) Huebner                                     | 15 septembre 1982  |
| (7923) Chyba                                       | 28 novembre 1983   |
| (7925) Shelus                                      | 6 septembre 1986   |
| (7994) Bethellen                                   | 15 février 1983    |
| (7998) Gonczi                                      | 15 mai 1985        |
| (7999) Nesvorný                                    | 11 septembre 1986  |
| (8067) Helfenstein                                 | 7 septembre 1980   |
| (8071) Simonelli                                   | 5 avril 1981       |
| (8073) Johnharmon                                  | 24 janvier 1982    |
| (8074) Slade                                       | 20 novembre 1984   |
| (8075) Roero                                       | 14 août 1985       |
| (8077) Hoyle                                       | 12 janvier 1986    |
| (8078) Carolejordan                                | 6 septembre 1986   |
| (8079) Bernardlovell                               | 4 décembre 1986    |
| (8086) Peterthomas                                 | 1er septembre 1989 |
| (8146) Jimbell                                     | 28 novembre 1983   |
| (8250) Cornell                                     | 2 septembre 1980   |
| (8257) Andycheng                                   | 28 avril 1982      |
| (8262) Carcich                                     | 14 septembre 1985  |
| (8323) Krimigis                                    | 17 octobre 1979    |
| (8340) Mumma                                       | 15 octobre 1985    |
| (8474) Rettig                                      | 15 avril 1985      |
| (8634) Neubauer                                    | 5 avril 1981       |
| (8640) Ritaschulz                                  | 6 novembre 1986    |
| (8809) Roversimonaco                               | 24 novembre 1981   |
| (8813) Leviathan                                   | 29 novembre 1983   |
| (8814) Rosseven                                    | 1er décembre 1983  |
| (8875) Fernie                                      | 22 octobre 1992    |
| (9000) Hal                                         | 3 mai 1981         |
| (9001) Slettebak                                   | 30 août 1981       |
| (9012) Benner                                      | 26 octobre 1984    |
| (9013) Sansaturio                                  | 14 août 1985       |
| (9159) McDonnell                                   | 26 octobre 1984    |
| (9164) Colbert                                     | 19 septembre 1987  |
| (9295) Donaldyoung                                 | 2 septembre 1983   |
| (9298) Geake                                       | 15 mai 1985        |
| (9300) Johannes                                    | 14 août 1985       |
| (9305) Hazard                                      | 7 octobre 1986     |
| (9308) Randyrose                                   | 21 septembre 1987  |
| (9531) Jean-Luc                                    | 30 août 1981       |
| (9537) Nolan                                       | 18 janvier 1982    |
| (9541) Magri                                       | 11 février 1983    |
| (9542) Eryan                                       | 12 octobre 1983    |
| (9544) Scottbirney                                 | 1er mars 1984      |
| (9550) Victorblanco                                | 15 octobre 1985    |
| (9560) Anguita                                     | 3 mars 1987        |
| (9563) Kitty                                       | 21 septembre 1987  |
| (9721) Doty                                        | 14 avril 1980      |
| (9836) Aarseth                                     | 15 octobre 1985    |
| (9930) Billburrows                                 | 5 février 1984     |
| (9934) Caccioppoli                                 | 20 octobre 1985    |
| (10027) Perozzi                                    | 30 mars 1981       |
| (10029) Hiramperkins                               | 30 août 1981       |
| (10030) Philkeenan                                 | 30 août 1981       |
| (10034) Birlan                                     | 30 décembre 1981   |
| (10036) McGaha                                     | 24 juillet 1982    |
| (10042) Budstewart                                 | 14 août 1985       |
| (10043) Janegann                                   | 14 août 1985       |
| (10288) Saville                                    | 28 novembre 1983   |
| (10461) Dawilliams[2]                              | 6 décembre 1978    |
| (10478) Alsabti                                    | 24 novembre 1981   |
| (10482) Dangrieser                                 | 14 septembre 1983  |
| (10483) Tomburns                                   | 4 septembre 1983   |
| (10484) Hecht                                      | 28 novembre 1983   |
| (10489) Keinonen                                   | 15 octobre 1985    |
| (10498) Bobgent                                    | 11 septembre 1986  |
| (10685) Kharkivuniver                              | 9 novembre 1980    |
| (10702) Arizorcas                                  | 30 août 1981       |
| (10709) Ottofranz                                  | 24 janvier 1982    |
| (10716) Olivermorton                               | 29 novembre 1983   |
| (10717) Dickwalker                                 | 1er décembre 1983  |
| (10719) Andamar                                    | 15 octobre 1985    |
| (10724) Carolraymond                               | 5 novembre 1986    |
| (10730) White                                      | 19 septembre 1987  |
| (11017) Billputnam                                 | 16 janvier 1983    |
| (11021) Foderà                                     | 12 janvier 1986    |
| (11022) Serio                                      | 5 mars 1986        |
| (11261) Krisbecker[2]                              | 6 décembre 1978    |
| (11263) Pesonen                                    | 23 juillet 1979    |
| (11443) Youdale                                    | 11 février 1977    |
| (11473) Barbaresco                                 | 22 septembre 1982  |
| (11481) Znannya                                    | 22 novembre 1987   |
| (12218) Fleischer                                  | 15 septembre 1982  |
| (12225) Yanfernández                               | 14 août 1985       |
| (12226) Caseylisse                                 | 15 octobre 1985    |
| (12234) Shkuratov                                  | 6 septembre 1986   |
| (12666) 1978 XW[2]                                 | 6 décembre 1978    |
| (12999) Toruń                                      | 30 août 1981       |
| (13003) Dickbeasley                                | 21 mars 1982       |
| (13004) Aldaz                                      | 15 septembre 1982  |
| (13490) 1984 BZ6                                   | 26 janvier 1984    |
| (13493) Lockwood                                   | 14 août 1985       |
| (13494) Treiso                                     | 14 septembre 1985  |
| (13497) Ronstone                                   | 5 mars 1986        |
| (13917) Correggia                                  | 6 mars 1984        |
| (13920) Montecorvino                               | 15 août 1985       |
| (13921) Sgarbini                                   | 14 septembre 1985  |
| (13926) Berners-Lee                                | 2 décembre 1986    |
| (13927) Grundy                                     | 26 septembre 1987  |
| (13928) Aaronrogers                                | 26 octobre 1987    |
| (14328) Granvik                                    | 8 novembre 1980    |
| (14345) Gritsevich                                 | 14 août 1985       |
| (14351) Tomaskohout                                | 6 septembre 1986   |
| (14825) Fieber-Beyer                               | 14 septembre 1985  |
| (14833) Vilenius                                   | 21 septembre 1987  |
| (15224) Penttilä                                   | 15 mai 1985        |
| (15699) Lyytinen                                   | 6 novembre 1986    |
| (15703) Yrjölä                                     | 21 septembre 1987  |
| (16399) Grokhovsky                                 | 14 septembre 1983  |
| (16402) Olgapopova                                 | 26 octobre 1984    |
| (16406) Oszkiewicz                                 | 14 août 1985       |
| (17402) Valeryshuvalov                             | 20 octobre 1985    |
| (18335) San Cassiano                               | 19 septembre 1987  |
| (19091) 1978 XX[2]                                 | 6 décembre 1978    |
| (19122) Amandabosh                                 | 7 novembre 1985    |
| (19123) Stephenlevine                              | 7 octobre 1986     |
| (20994) Atreya                                     | 15 octobre 1985    |
| (22275) Barentsen                                  | 18 janvier 1982    |
| (22281) Popescu                                    | 14 août 1985       |
| (23443) Kikwaya                                    | 4 octobre 1986     |
| (24618) 1978 XD1[2]                                | 6 décembre 1978    |
| (24645) Šegon                                      | 14 août 1985       |
| (24646) Stober                                     | 14 août 1985       |
| (26080) Pablomarques                               | 14 mars 1980       |
| (26811) Hiesinger                                  | 22 août 1985       |
| (32769) 1984 AJ1                                   | 8 janvier 1984     |
| (35054) 1983 WK                                    | 28 novembre 1983   |
| (39510) 1982 DU                                    | 21 février 1982    |
| (39512) 1985 TA1                                   | 15 octobre 1985    |
| (42480) 1985 RJ                                    | 14 septembre 1985  |
| (58144) 1983 WU                                    | 29 novembre 1983   |
| (58148) 1987 SH4                                   | 29 septembre 1987  |
| (65659) 1983 XE                                    | 1er décembre 1983  |
| (69239) 1978 XT[2]                                 | 6 décembre 1978    |
| (69260) Tonyjudt                                   | 13 octobre 1982    |
| (73671) 1984 BH6                                   | 26 janvier 1984    |
| (90698) Kościuszko                                 | 1er mars 1984      |
| (96178) Rochambeau                                 | 29 septembre 1987  |
| 1. avec Charles T. Kowal 2. avec Archibald Warnock |                    |